# Liste der Gedenktafeln und Gedenksteine in Wien/Wieden
Diese Liste der Gedenktafeln und Gedenksteine in Wien/Wieden enthält die Gedenktafeln im öffentlichen Raum des 4. Wiener Gemeindebezirks Wieden. Hauptsächliche Basis dieser Liste ist „Wien Kulturgut“ (der digitale Kulturstadtplan der Stadt Wien).
Neben den wandgebundenen Gedenktafeln sind auch die von der Stadt Wien als Denkmäler klassifizierten Gedenksteine angeführt. Andere Denkmäler sowie Kunstwerke im öffentlichen Raum sind unter Liste der Kunstwerke im öffentlichen Raum in Wien/Wieden zu finden.
Erinnerungssteine sind in der Liste der Erinnerungssteine in Wien-Wieden angeführt.

## Gedenktafeln und Gedenksteine
| Foto  |                 | Inschrift | Name                                                                                   | Typ         | Standort                            | Beschreibung | Metadaten |
| ----- | --------------- | --- | -------------------------------------------------------------------------------------- | ----------- | ----------------------------------- | --- | --------- |
| ja    | Datei hochladen | „Wenn ein Kriegsgedanke kommt, so widersteht ihm mit einem stärkeren Gedanken des Friedens.“ 'Abdu'l-Bahá (1844–1921) Bekannt als „Botschafter des Friedens“ besuchte 'Abdu'l-Bahá 1913 Wien. | 'Abdu'l-Bahá – Gedenktafel                                                             | Gedenkstein | Karlsplatz Standort                 | Metalltafel (2021) |           |
| ja    | Datei hochladen | In diesem Haus hatte der Wiener Maler mit amerikanischen Wurzeln John Quincy Adams 1873-1933 sein Atelier und Wohnung. Führender Portraitmaler der Wiener Gesellschaft, sowie von holländischen Genreszenen, sowie dokumentarischer Bilder des Ersten Weltkriegs. | John Quincy Adams – Gedenktafel                                                        | Gedenktafel | Theresianumgasse 11 Standort        | Glastafel |           |
| ja    | Datei hochladen | In diesem Hause hatte der Maler Herbert Boeckl von 1928 bis 1964 sein Atelier Boeckl Gestiftet von der Akademie der Bildenden Künste zum 100. Geburtstag 3. Juni 1994 | Herbert Boeckl – Gedenktafel viennatouristguide                                        | Gedenktafel | Argentinierstraße 42 Standort       | Steintafel (1994) |           |
| ja    | Datei hochladen | Geburtshaus des Bildhauers SIR JOSEF EDGAR BÖHM geb. 4. Juli 1834 | Sir Joseph Edgar Boehm – Gedenktafel ID: 95160 viennatouristguide                      | Gedenktafel | Wiedner Hauptstraße 60 Standort     | Steintafel |           |
| ja    | Datei hochladen | An dieser Stelle stand das Haus, in welchem Johannes Brahms vom 1. Jänner 1872 an wohnte und am 3. April 1897 starb. | Johannes Brahms – Gedenktafel ID: 94668 viennatouristguide Wien Kulturgut: 94668       | Gedenktafel | Karlsgasse 2 Standort               | Steintafel (1922) |           |
| ja    | Datei hochladen | Dem Gedenken an Ignaz Brüll Lehrer, Tondichter u. Pianist zum 100. Geburtstag. Gewidmet vom Horak-Konservatorium. 7. November 1946. | Ignaz Brüll – Gedenktafel ID: 94727 viennatouristguide Wien Kulturgut: 94727           | Gedenktafel | Heumühlgasse 4 Standort             | Steintafel (1946) |           |
| ja    | Datei hochladen | Hier wohnte vom 22.8.1918 – 6.4.1963 die Schriftstellerin Prof. Hermine Cloeter | Hermine Cloeter – Gedenktafel ID: 94728 Wien Kulturgut: 94728                          | Gedenktafel | Schaumburgergasse 6 Standort        | Steintafel |           |
| ja    | Datei hochladen | In diesem Hause wohnte 1924–1926 Georgi Dimitroff der grosse Sohn des bulgarischen Volkes. | Georgi Dimitroff – Gedenktafel viennatouristguide                                      | Gedenktafel | St.-Elisabeth-Platz 6 Standort      | R. Schwaiger, Steintafel mit Porträtrelief |           |
| ja    | Datei hochladen | C. W. Drescher 1850–1925 Wiens hervorragendster Salonkapellmeister lebte u. starb in diesem Hause Gewidmet v. d. Gesellsch. zur Hebung und Förderung der Wiener Volkskunst | Carl Wilhelm Drescher – Gedenktafel ID: 94729 viennatouristguide Wien Kulturgut: 94729 | Gedenktafel | Schönbrunner Straße 2 Standort      | C. Philipp, Bronzetafel mit Porträtrelief (1926)                                                                                                   |           |
| ja    | Datei hochladen | Hier wohnte wiederholt der tschechische Meister Antonín Dvořák 1841 – 1904 Weltbürger der Musik | Antonín Dvořák – Gedenktafel viennatouristguide                                        | Gedenktafel | Wiedner Hauptstraße 7 Standort      | Steintafel |           |
| ja    | Datei hochladen | In diesem Hause wohnte der grosse rumänische Musiker George Enescu 1881 – 1955 während seiner Studienzeit am Konservatorium der Gesellschaft der Musikfreunde | George Enescu – Gedenktafel ID: 94732 viennatouristguide                               | Gedenktafel | Frankenberggasse 6 Standort         | Granittafel mit bronzenem Porträtrelief |           |
| ja    | Datei hochladen | Sterbehaus des Tiroler akadem. Bildhauers Franz Christoph Erler geb. am 5. Okt. 1829 in Kitzbühel gest. am 6. Jänner 1911 in Wien In seiner fast sechzigjährigen Tätigkeit schuf er unzählige Werke für den Wiener Stephansdom, das neue Wiener Rathaus und für viele Kirchen und öffentliche Bauten Österreich-Ungarns. Mit achtzig Jahren schuf er sein letztes Werk, das Landesverteidigungsdenkmal für Kitzbühel. Gewidmet vom Tirolerbund in Wien der Stadt Kitzbühel und seinem dankbaren Sohn Rudolf. | Franz Christoph Erler – Gedenktafel ID: 94733                                          | Gedenktafel | Argentinierstraße 54 Standort       | Steintafel |           |
| ja    | Datei hochladen | Nahe von hier lebte Jakob Eschenbacher Anno 1809 vergrub er zwei Kanonen in sei- nem Garten. Von den dreien wurde einer zum Verraeter – er starb am 26. Juni 1809. | Jakob Eschenbacher – Gedenktafel viennatouristguide                                    | Gedenktafel | Favoritenstraße 47 Standort         | Franz Barwig der Jüngere, Steintafel mit Relief |           |
| ja    | Datei hochladen | Josef von Ettenreich hat im Jahre 1843 dies Haus :zum grauen Adler: erneuert. Er rettete Kaiser Franz Joseph bei dem Anschlage im Jahre 1853 | Josef Ettenreich – Gedenktafel ID: 94734 viennatouristguide Wien Kulturgut: 94734      | Gedenktafel | Margaretenstraße 9 Standort         | Steintafel mit dem Relief zweier Adlerfiguren |           |
| ja    | Datei hochladen | In diesem Hause wohnte von 1913 bis 1934 der Architekt und Kulturtheoretiker Josef Frank 1885 – 1967 Zum 120. Geburtstag am 15. Juli 2005 Österreichische Gesellschaft für Architektur | Josef Frank – Gedenktafel viennatouristguide                                           | Gedenktafel | Wiedner Hauptstraße 64 Standort     | Steintafel (2005) |           |
| ja    | Datei hochladen | Ehrenchormeister Prof. Carl Führich 1865 1959 Hier lebte und wirkte der Tondichter Professor Carl Führich Seinem Ehrenchormeister gewidmet vom Gesangverein österr. Eisenbahnbeamten in Wien | Carl Führich – Gedenktafel ID: 94736 Wien Kulturgut: 94736                             | Gedenktafel | Schäffergasse 2 Standort            | Steintafel mit bronzenem Porträtrelief |           |
| ja    | Datei hochladen | In diesem Hause wohnte der große Kriminalschriftsteller Friedrich Glauser (1896 - 1938) Autorengruppe deutschsprachiger Kriminalliteratur syndikat | Friedrich Glauser – Gedenktafel                                                        | Gedenktafel | Schelleingasse 23 Standort          | Steintafel mit Darstellung eines Fingerabdrucks |           |
| ja    | Datei hochladen | Glucks Wohnhaus | Christoph Willibald Gluck – Gedenktafel ID: 94737 Wien Kulturgut: 94737                | Gedenktafel | Wiedner Hauptstraße 32 Standort     | Steintafel, im Haus zusätzlich noch eine Gedenktafel, die die Revitalisierung des Hauses durch das Österreichische Rote Kreuz thematisiert. (1991) |           |
| ja    | Datei hochladen | In diesem Hause starb am 11. Mai 1854 IGNAZ JAKOB HEGER Der Gabelsberger'schen Stenographie Apostel in Österreich | Ignaz Jakob Heger – Gedenktafel ID: 94738 viennatouristguide                           | Gedenktafel | Schaumburgergasse 4 Standort        | Steintafel |           |
| ja    | Datei hochladen | Zum ehrenden Gedenken an Hans Georg Heintschel-Heinegg der am 5. Dezember 1944 in Wien als führendes Mitglied der österreichischen Freiheitsbewegung enthauptet wurde Zur Erinnerung und als Mahnung | Hanns Georg Heintschel-Heinegg – Gedenktafel viennatouristguide                        | Gedenktafel | Wohllebengasse 7 Standort           | Steintafel |           |
| ja    | Datei hochladen | Der große Volksschauspieler FRITZ IMHOFF wohnte in den Jahren 1945-1961 in diesem Hause Geboren am 6. Januar 1891 in Wien Gestorben am 24. Februar 1961 in Wien Gewidmet: Museums-Verein Wieden | Fritz Imhoff – Gedenktafel ID: 94739 viennatouristguide Wien Kulturgut: 94739          | Gedenktafel | Wiedner Hauptstraße 17 Standort     | Steintafel |           |
| ja    | Datei hochladen | Hier wohnte von 1945–1981 Professor Rudolf JETTEL Philharmoniker, Komponist, Lehrer | Rudolf Jettel – Gedenktafel                                                            | Gedenktafel | Apfelgasse 3 Standort               | Steintafel |           |
| ja BW | Datei hochladen | In diesem Hause lebte und wirkte von 1912–1923 der weltberühmte Komponist Emmerich Kálmán Hier entstanden seine bekanntesten Operetten „Ein Herbstmanöver“ – „Csardasfürstin“ – „Zigeunerprimas“ | Emmerich Kálmán – Gedenktafel ID: 94740 viennatouristguide                             | Gedenktafel | Paulanergasse 12 Standort           | Walter Karner, Rundplatte Onyx mit aufgesetzter Messingtafel, Abbildung Kálmáns und einer Geige (1983)                                             |           |
| ja    | Datei hochladen | In diesem Hause verbrachte Rudolf Kassner 1921–1945 entscheidende Jahre seines Schaffens als Dichter und Denker | Rudolf Kassner – Gedenktafel ID: 94741                                                 | Gedenktafel | Tilgnerstraße 3 Standort            | Steintafel (1963) |           |
| ja    | Datei hochladen | Dr. Alois Kieslinger Dem großen Geologen und leidenschaftlichen Förderer des österreichischen Natursteins und Steinmetzhandwerks Gewidmet von der Bundesinnung der Steinmetzmeister 1900 – 1975 | Alois Kieslinger – Gedenktafel viennatouristguide                                      | Gedenktafel | Karlsplatz 13 Standort              | Steintafel mit Porträtrelief |           |
| ja    | Datei hochladen | RICHARD KNOLLER Schöpfer der Windkanalbauart mit Freistrahl unter atmosphärischem Druck 1909 – 1926 | Richard Knoller – Gedenktafel                                                          | Gedenktafel | Karlsplatz 13 Standort              | Marie Louise Poschacher, Steintafel mit metallenem Porträtrelief                                                                                   |           |
| ja    | Datei hochladen | In diesem Hause lebte der Schriftsteller KARL KRAUS vom Februar 1912 bis zum 12. Juni 1936, seinem Todestage. Gewidmet von seinen Freunden | Karl Kraus – Gedenktafel ID: 94853 viennatouristguide                                  | Gedenktafel | Lothringerstraße 6 Standort         | Steintafel |           |
| ja    | Datei hochladen | Der große österreichische Musiker Clemens Krauss wurde am 31. März 1893 in diesem Hause geboren Der Museumsverein | Clemens Krauss – Gedenktafel ID: 94742 viennatouristguide                              | Gedenktafel | Belvederegasse 7 Standort           | Stephan Kamenyeczky, Tafel aus Herschenberger Granit (1987)                                                                                        |           |
| ja    | Datei hochladen | In diesem Haus wohnte während der Jahre 1846 bis 1848 der Tondichter Albert Lortzing | Albert Lortzing – Gedenktafel ID: 94743 viennatouristguide Wien Kulturgut: 94743       | Gedenktafel | Fleischmanngasse 1 Standort         | Steintafel in Verbindung mit einem Relief am Hauseck, das den „Waffenschmied“ darstellt                                                            |           |
| ja    | Datei hochladen | In diesem Gebäude der technischen Hochschule wurde am 24. Oktober 1844 Wiens grosser Bürgermeister Dr. Karl Lueger als Sohn eines Aufsehers am technologischen Kabinett geboren Wien, im Oktober 1944 | Karl Lueger – Gedenktafel ID: 94744 viennatouristguide                                 | Gedenktafel | Karlsplatz 13 Standort              | Steintafel, seit 2016 mit Zusatztext auf Plexiglas überblendet (1944)                                                                              |           |
| ja    | Datei hochladen | In diesem Haus lebte und starb Rosa Mayreder Vorkämpferin der Frauenbewegung Sozialphilosophin und Schriftstellerin (1858 – 1938) Kulturverein Wieden | Rosa Mayreder – Gedenktafel ID: 94745                                                  | Gedenktafel | Schönburgstraße 15 Standort         | Steintafel (1991) |           |
| ja    | Datei hochladen | Anläßlich des Besuchs des Präsidenten der Republik Argentinien DR. CARLOS SAUL MENEM am 18. Oktober 1994 in Österreich Erster Staatsbesuch eines Präsidenten Argentiniens in Österreich im Laufe der 130 Jahre bestehenden Beziehungen beider Länder Die Botschaft der Republik Argentinien in Wien | Carlos Saul Menem – Gedenktafel viennatouristguide                                     | Gedenktafel | Argentinierstraße 1–3 Standort      | Steintafel |           |
| ja    | Datei hochladen | In diesem Haus starb am 28. Juni 1875 P. Joseph Misson, der Schöpfer des unvergleichlichen Mundartepos „Da Naz“. | Joseph Misson – Gedenktafel ID: 94746 Wien Kulturgut: 94746                            | Gedenktafel | Wiedner Hauptstraße 82 Standort     | Steintafel |           |
| ja    | Datei hochladen | In diesem Haus wohnte und schrieb 1978 - 1991 die Schriftstellerin Erika Mitterer 30.3.1906 - 14.10.2001 Die bekannte Lyrikerin schuf 1940 mit dem Roman "Der Fürst der Welt" ein viel beachtetes Dokument getarnter Kritik am NS-Regime | Erika Mitterer – Gedenktafel ID: 94747 viennatouristguide Wien Kulturgut: 94747        | Gedenktafel | Rainergasse 3 Standort              | Steintafel (2005) |           |
| ja    | Datei hochladen | In diesem Hause wohnte von 1934 bis März 1938 der Schriftsteller Soma Morgenstern 1890 – 1976 Österreichische Gesellschaft für Literatur 2016 | Soma Morgenstern – Gedenktafel viennatouristguide                                      | Gedenktafel | Belvederegasse 10 Standort          | Steintafel (2016) |           |
| ja    | Datei hochladen | Dem Andenken von Joh. Phil. Neumann 1774-1849 Professor am Polytechnischen Institut dem Dichter der deutschen Messe von Franz Schubert Gewidmet von der Technischen Hochschule und vom Schubertbund in Wien | Johann Philipp Neumann – Gedenktafel ID: 94748 viennatouristguide                      | Gedenktafel | Karlsplatz 10, Karlskirche Standort | Steintafel |           |
| ja    | Datei hochladen | Joseph Maximilian Graf von Tenczyn Ossoliński 1748 - 1826 Verdienstvoller Präfekt der Wiener Hofbibliothek Gründer des Ossolineums in Lemberg 1817 wohnte an dieser Adresse von 1798 bis 1826 Ossolineum in Wrocław polnische Botschaft in Wien Polnische Akademie der Wissenschaften Polonia 2015 | Joseph Maximilian Ossolinski – Gedenktafel ID: 94749                                   | Gedenktafel | Mayerhofgasse 8 Standort            | Steintafel mit bronzenem Porträtrelief (2015) |           |
| ja    | Datei hochladen | Geburtshaus von Bernhard Paumgartner 1887 - 1971 Dirigent, Komponist, Musikforscher Direktor des Mozarteums in Salzburg 1917 - 1938 1947 - 1959 Präsident der Salzburger Festspiele 1960 - 1971 | Bernhard Paumgartner – Gedenktafel viennatouristguide                                  | Gedenktafel | Frankenberggasse 7 Standort         | Steintafel |           |
| ja    | Datei hochladen | General Jose de San Martin 1850 1950 17. VIII. Der Republik Argentinien gewidmet Die österr.-südam. Ges. dem groszen Befreier seines Vaterlandes u. des halben Kontinents Vorbild an Selbst- losigkeit an seinem hundertsten Todestage Homenaje a la Republica Argentina la sociedad austro-sudamericana al gran libertador de su patria y medio continente por su ejemplarizadora abnegacion en el centenario de su muerte                                                                                  | José de San Martín – Gedenktafel ID: 94436 Wien Kulturgut: 94436                       | Gedenktafel | Argentinierstraße 34 Standort       | Josef Müller-Weidler, Steinplatte mit bronzenem Porträtrelief (1950)                                                                               |           |
| ja    | Datei hochladen | In diesem Haus wohnte 1922 – 1936 der bedeutende Philosoph und Universitätsprofessor Moritz Schlick (1882 – 1936) Kulturverein Wieden | Moritz Schlick – Gedenktafel ID: 94750 viennatouristguide                              | Gedenktafel | Prinz-Eugen-Straße 68 Standort      | Granittafel (1991) |           |
| ja    | Datei hochladen | In diesem Hause starb am 19. November 1828 der Tondichter Franz Schubert. | Franz Schubert – Gedenktafel ID: 94760 viennatouristguide Wien Kulturgut: 94760        | Gedenktafel | Kettenbrückengasse 6 Standort       | Steintafel |           |
| ja    | Datei hochladen | Hier wohnte 1890–91 der Tondichter Jean Sibelius des finnischen Volkes großer Sohn Wiener Philharmoniker Wiener Verkehrsverein 1951 Wien ist ein Ort ganz nach meinem Geschmack. Alles ist so freundlich und groß, hell und klar. Diese Luft macht mich verrückt. Walzer schwirren mir im Kopf herum, und alle sind sie wie von Schubert. Sibelius, Oktober 1890 Wiener Philharmoniker 2004 | Jean Sibelius – Gedenktafel ID: 94761 viennatouristguide Wien Kulturgut: 94761         | Gedenktafel | Waaggasse 1 Standort                | Oskar Thiede, Zwei Steintafeln, eine mit metallenem Porträtrelief (1951 und 2004)                                                                  |           |
| ja    | Datei hochladen | Josef Stiny 1880–1958 Professor der Geologie | Josef Stiny – Gedenktafel viennatouristguide                                           | Gedenktafel | Karlsplatz 13 Standort              | E. Pieler, Steintafel mit metallenem Porträtrelief (1970)                                                                                          |           |
| ja    | Datei hochladen | Dr. Richard Stöhr Musiktheoretiker lebte 1911 – 1939 an diesem Ort | Richard Stöhr – Gedenktafel ID: 101775 viennatouristguide                              | Gedenktafel | Karolinengasse 14 Standort          | Steintafel (2002) |           |
| ja    | Datei hochladen | An dieser Stelle stand das Haus in dem der Walzerkönig Johann Strauss (Sohn) von 1878 an lebte und wirkte. Er verstarb hier am 3. Juni 1899 | Johann Strauss Sohn – Gedenktafel ID: 94762 viennatouristguide                         | Gedenktafel | Johann-Strauß-Gasse 4–6 Standort    | Steintafel |           |
| ja    | Datei hochladen | Vor ihrem Welterfolg als Musiker studierten die Brüder Johann und Josef strauss am k.k.Polytechnischen Institut | Johann und Josef Strauss – Gedenktafel viennatouristguide                              | Gedenktafel | Karlsplatz 12 Standort              | Steintafel |           |
| ja    | Datei hochladen | Palais in den Jahren 1906 – 1909 für Oskar Mayer von Gunthof erbaut In diesem Haus wohnte in den Jahren 1919 – 1925 Richard Strauss | Richard Strauss – Gedenktafel viennatouristguide                                       | Gedenktafel | Mozartgasse 4 Standort              | Metalltafel |           |
| ja    | Datei hochladen | Karol Szymanowski 1882–1937 In diesem Hause wohnte in den Jahren 1911–1913 der bedeutendste polnische Komponist des 20. Jahrhunderts Wien, März 1987 Österreichisch-polnische Gesellschaft. Karol Szymanowski Gesellschaft - Zakopane Polen. Gesellschaft der Freunde Wiens. | Karol Szymanowski – Gedenktafel ID: 94783 viennatouristguide                           | Gedenktafel | Argentinierstraße 4–6 Standort      | PRACOWNIE SZTUK PLASTYCZNYCH, WARSZAWA – ARTIST:H.CZECHOWSKA-ANTONIEWSKA,K.NIEDZIELSKI, Metalltafel mit Porträtrelief (1987)                       |           |
| ja    | Datei hochladen | Buergermeister Hanns von Thaw 1528–1605 besasz hier eine Weingart-Hofstatt Has aedes bombis perculsas restituterunt Oscar et Mietta Stracker MCMXLV – MCMLVII Architectus Fritz Purr Murator Franz Hess | Hanns von Thaw – Gedenktafel viennatouristguide                                        | Gedenktafel | Waaggasse 2 Standort                | Steinerne Relieftafel mit Inschrift |           |
| ja    | Datei hochladen | Dr. Franz von Toula 1845–1920 Professor der Mineralogie und Geologie 1881 – 1917 | Franz von Toula – Gedenktafel viennatouristguide                                       | Gedenktafel | Karlsplatz 13 Standort              | Oskar Thiede, Steintafel mit Porträtrelief |           |
| ja    | Datei hochladen | An dieser Stelle befand sich bis 1789 der Bürgerspitals- oder Armensünder-Gottesacker Antonio Vivaldi geboren am 4. März 1678 in Venedig wurde hier am 28. Juli 1741 begraben Zum 300. Geburtstag gewidmet von der Creditanstalt-Bankverein | Antonio Vivaldi – Gedenktafel ID: 94731 viennatouristguide Wien Kulturgut: 94731       | Gedenktafel | Karlsplatz 12 Standort              | Steintafel (1978) |           |
| ja BW | Datei hochladen | Hugo Wolf wohnte und schuf in diesem Hause 1896 – 1897 "Genannt in Lob und Tadel bin ich heute, und, dass ich da bin, wissen alle Leute." Errichtet 1925 von der Wiener Oratorien-Vereinigung | Hugo Wolf – Gedenktafel ID: 94730 viennatouristguide                                   | Gedenktafel | Schwindgasse 3 Standort             | Robert Pfeffer, Steintafel mit bronzenem Porträtrelief (1925)                                                                                      |           |
| ja    | Datei hochladen | Am 30. Mai 1846 bestimmte Kaiser Ferdinand I. das k.k.polytechnische Institut in Wien zum vorläufigen Sitz der zu gründenden K. Akademie der Wissenschaften die vom 27. Juni 1847 bis 28. Oktober 1857 in diesem Gebäude untergebracht war | Akademie – Gedenktafel                                                                 | Gedenktafel | Karlsplatz 13 Standort              | in die Wand eingelassene Steintafel |           |
| ja    | Datei hochladen | Die Sage erzählt: Im Jahre 1660 wurde der Besitzer der Mühle von einem Bären überfallen und von einem Knecht, der durch das Fenster der Mühle gesprungen war gerettet. Die Mühle war bis 1856 in Betrieb. Dieses Haus wurde im Jahre 1937 erbaut. | Bärenmühle – Gedenktafel ID: 96595 Wien Kulturgut: 96595                               | Gedenktafel | Operngasse 18 Standort              | Sandsteintafel mit Relief des Sagenmotivs |           |
| ja    | Datei hochladen | Schubertlinde 1928 Wiener Schubertbund 1997 | Schubertlinde – Gedenkstein                                                            | Gedenkstein | Karlsplatz Standort                 | Steinblock mit Inschrift (1997) |           |

## Ehemalige Gedenktafeln
| Foto |                 | Inschrift | Name                                                          | Typ         | Standort                    | Beschreibung                                                                     | Metadaten |
| ---- | --------------- | --- | ------------------------------------------------------------- | ----------- | --------------------------- | -------------------------------------------------------------------------------- | --------- |
| ja   | Datei hochladen | Arthur Fleischmann (*1896–†1990) Der internationale Bildhauer Arthur Fleischmann KGSG FRBS MD (1896–1990) lebte und arbeitete in diesem Haus zwischen 1934 und 1938. Er gilt als bahnbrechend für die Verwendung von Acryl in der Bildhauerel. The international sculptor Arthur Fleschmann KGSG FRBS MD (1896–1990) lived and worked in this house between 1934 and 1938. He pioneered the use of acrylic as a sculptural medium. Mit freundlicher Unterstützung von With the support of Henkel Central Eastern Europe | Arthur Fleischmann – Gedenktafel ID: 94735 viennatouristguide | Gedenktafel | Favoritenstraße 12 Standort | Metalltafel mit Relief; ist heute (Stand Juli 2018) nicht mehr vorhanden. (2004) |           |